# Clarisa Lea Place
Clarisa Rosa Lea Place (Tucumán, Argentina, 23 de diciembre de 1948 - y Base Aeronaval Almirante Zar, en las cercanías de Trelew, Chubut, 22 de agosto de 1972) fue una guerrillera que murió asesinada durante la llamada Masacre de Trelew. Su padre Arturo Lea Place fue asesinado posteriormente.  Era conocida como Pola, Yolanda o Paula por sus compañeros, fue la mayor de 2 hermanos, ambos militaron en el PRT. Su hermano Luis Lea Place, estuvo preso y luego salió en libertad.

## Primeros años
Clarisa Le Place tanto en la escuela primaria como en el secundario fue una alumna brillante, la mejor de su curso y el ejemplo de su abuela para con los demás nietos, de hecho, era tan destacada estudiante que participó en el programa “Justa del saber”, un programa emitido por canal 7 donde los estudiantes de diferentes escuelas competían respondiendo preguntas y demás.
Ya en el secundario hace sus primeros contactos esporádicos con militantes del PRT, el partido recién creado contaba con unos pocos miembros pero tenía presencia en el sur de Tucumán. A pesar de que una amiga intenta acercarla a un pequeño partido trotskista, Clarisa prefería marchar en las manifestaciones junto a la gente del PRT. Al poco tiempo termina sus estudios secundarios e ingresa a estudiar derecho en la Universidad Nacional  de Tucumán.

## Militancia en el PRT
Mientras estudiaba Derecho, alumna brillante, en la Universidad Nacional de Tucumán, comenzó a militar en el   Partido Revolucionario de los Trabajadores, con cuyo dirigente Mario Roberto Santucho mantuvo desde 1969  una relación íntima. Se despertaba a las 4 para estudiar marxismo o a hacer pintadas con un grupo de compañeros, repartía volantes, vendía la prensa del partido en la facultad, debatía con los demás alumnos y concurría a sus clases. En el ámbito estudiantil el PRT había formado el TAR (Tendencia Antimperialista Revolucionaria): una agrupación frentista. Esas eran las siglas que pintaba Clarisa con negro y rojo en aquellos tiempos. El poco dinero con el que contaba lo usaba para pagar la pensión donde vivía con una amiga y comprar aerosoles, marcadores y demás, muy poco quedaba para pagar el resto de los gastos con que vivía ajustadamente. 
En el año 1967 se paraba en la puerta de las aulas previo al comienzo de las clases y repartía los comba a los estudiantes que entraban, explicaban en unos pocos segundos algunos de los conceptos de la línea del partido, hablaba del Ché, etc., con una constancia a toda prueba. Los estudiantes la conocían como la chica que hablaba de la lucha armada y le terminaban comprando la prensa del partido de pura insistencia muchas veces. Unos años más tarde Clarisa decide proletarizarse ingresando a trabajar en una fábrica en San José, como muchos otros militantes de  su partido  quienes creían que la existencia determina la conciencia y que no podrían comprender completamente a un obrero si ellos mismos no sentían lo mismo, no sufrían la misma explotación o compartían sus mismos gustos, barrios, pasatiempos.
Con sus compañeros de militancia recibió instrucción militar en el monte de su provincia y participó como delegada cuando el PRT-El Combatiente decidió en el V Congreso entre el 28 y el 30 de julio de 1970 la formación del  Ejército Revolucionario del Pueblo y sumar la organización al “proceso de guerra revolucionario que ha comenzado” desde el Cordobazo”, según su interpretación, la rebelión de las masas contra la dictadura. 
Se cuenta de Clarisa que: “Durante una práctica militar realizaron una marcha por el monte. Sólo al finalizar la marcha los compañeros descubrieron que Clarisa tenía completamente rotas las zapatillas y que había hecho buena parte de la marcha prácticamente descalza, destrozando sus propios pies.”
Participa de la toma de la estación trasmisora de Radio Splendid en Tucumán entre otras acciones.

## Primera detención
El 28 de enero de 1971 fue detenida por la policía tras participar en un reparto de comida en un barrio pobre de Tucumán y llevada a la Cárcel del Buen Pastor en San Miguel de Tucumán. Según un artículo de la revista “Gente” Clarisa junto a 3 compañeros circulaban en una camioneta y comenzaron a ser perseguidos y tiroteados por la policía, en un momento quizás por los daños o para dificultad la persecución deciden cambiar de vehículo y ahí es capturada junto a uno de los acompañantes, mientras que los otros 2 compañeros logran fugarse. Clarisa es capturada y condenada por robo y resistencia a la autoridad y enviada a la cárcel del Buen Pastor. Se planificó el rescate  pero sin embargo la acción resultó en un fracaso absoluto, la guardia detecto la acción, hubo un feroz tiroteo donde Clarisa resultó herida en un brazo y algunos militantes fueron detenidos y heridos. Esta herida le impidió a Clarisa participar del  segundo intento  que esta vez  tuvo  éxito. Mario Roberto Santucho organizó un operativo en el transcurso del cual el 11 de junio de 1971 la rescató de la cárcel al igual que a su esposa Ana María Villarreal y otras militantes. Poco después fue nuevamente detenida y  conducida a penal de máxima seguridad de Rawson cuando se produjo el intento de fuga en agosto de 1972.

## Fuga y masacre en Trelew
El 15 de agosto de 1972 Lea Place se fugó del penal junto a otros integrantes de las Fuerzas Armadas Revolucionarias, ERP y Montoneros, en un resonante operativo durante el cual asesinaron al guardiacárcel Juan Gregorio Valenzuela. Por fallas en el operativo sólo un puñado de dirigentes guerrilleros llegó a tiempo al aeropuerto y Lea Place, que integraba un segundo grupo de 19 evadidos logró arribar por sus propios medios en tres taxis al aeropuerto, pero llegaron tarde, justo en el momento en que la aeronave despegaba rumbo al vecino país de Chile, gobernado entonces por el socialista Salvador Allende. 
Al ver frustradas sus posibilidades, luego de ofrecer una conferencia de prensa este contingente depuso sus armas sin oponer resistencia ante los efectivos militares de la Armada que mantenían rodeada la zona, solicitando y recibiendo públicas garantías para sus vidas en presencia de periodistas y autoridades judiciales. Clarisa aparece en la histórica foto, mirando hacia abajo, en dirección a las armas que yacían en el suelo.
Una patrulla militar bajo las órdenes del capitán de corbeta Luis Emilio Sosa, segundo jefe de la Base Aeronaval Almirante Zar, condujo a los prisioneros recapturados dentro de una unidad de transporte colectivo hacia dicha dependencia militar. Ante la oposición de estos y el pedido de ser trasladados de regreso nuevamente a la cárcel de Rawson, el capitán Sosa adujo que el nuevo sitio de reclusión era transitorio, pues dentro del penal continuaba el motín y no estaban dadas las condiciones de seguridad.
Al arribar el contingente al nuevo destino de detención, el juez Alejandro Godoy, el director del diario Jornada, el subdirector del diario El Chubut, el director de LU17 Héctor "Pepe" Castro y el abogado Mario Abel Amaya, quienes acompañaban como garantes a los detenidos, no pudieron ingresar con ellos y fueron obligados a retirarse.
A las 03:30 horas del 22 de agosto, en la Base Naval Almirante Zar, los 19 detenidos fueron despertados y sacados de sus celdas. Según testimonios de los tres únicos reclusos sobrevivientes, mientras estaban formados y obligados a mirar hacia el piso fueron ametrallados por una patrulla a cargo del capitán de corbeta Luis Emilio Sosa y del teniente Roberto Guillermo Bravo, falleciendo en el acto o  rematados después con armas cortas la mayoría de ellos, incluida Lea Place.
Una multitud acompañó el cajón de Clarisa envuelto con la bandera del ERP en el cementerio del Oeste en Tucumán.